# Giarre
Giarre ist eine Stadt der Metropolitanstadt Catania in der Region Sizilien in Italien mit 26.508 Einwohnern (Stand 31. Dezember 2023).

## Lage und Daten
Giarre liegt 30 Kilometer nördlich von Catania am Osthang des Ätnas. Die Einwohner arbeiten hauptsächlich in der Landwirtschaft und im Handel. 
Die Nachbargemeinden sind Acireale, Mascali, Milo, Riposto, Sant’Alfio, Santa Venerina und Zafferana Etnea.

## Geschichte

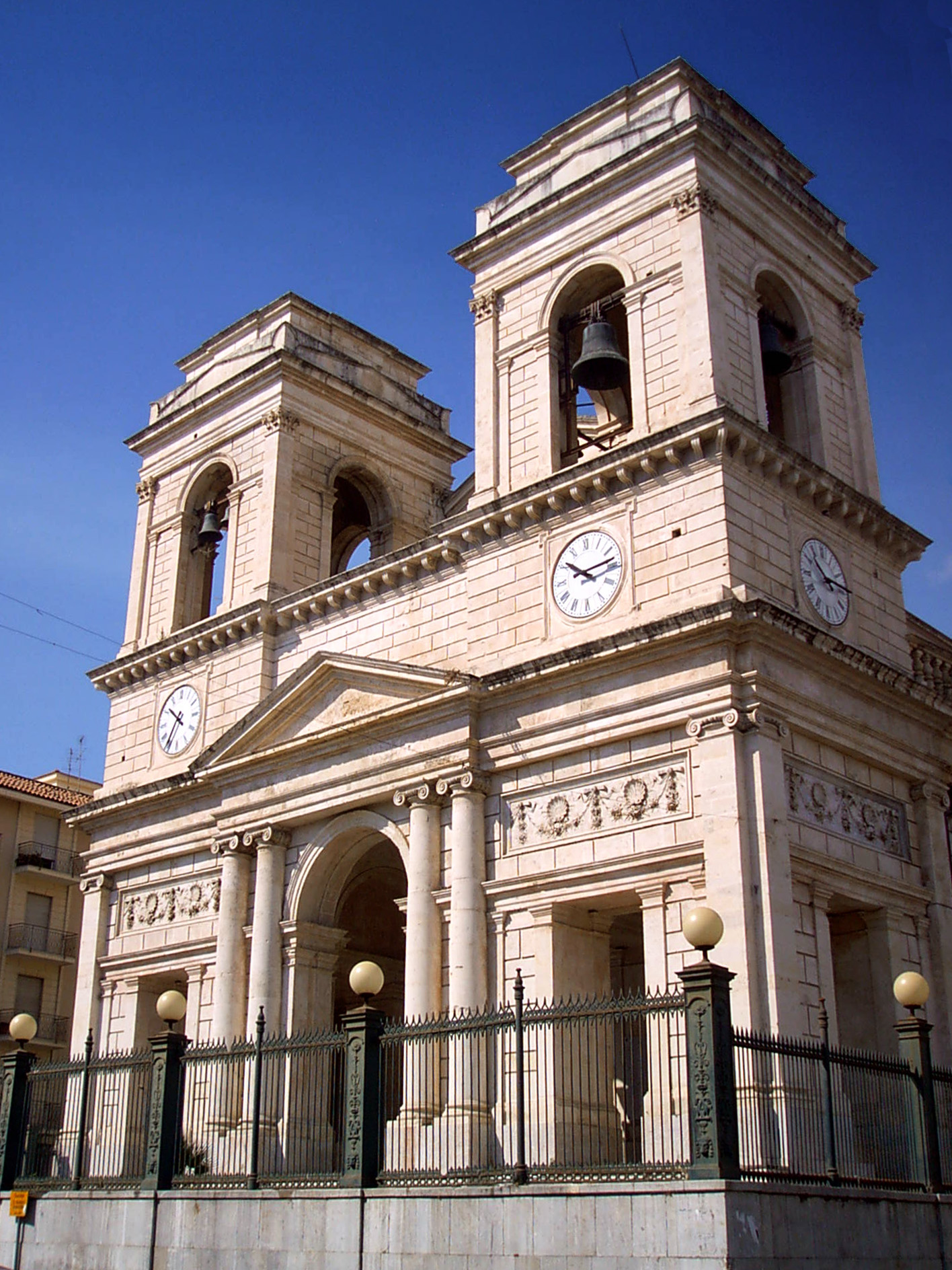
Der Dom

Der Ort war bis 1815 von der Ortschaft Mascali abhängig. Ursprünglich waren Giarre und Riposto Stadtteile der Stadt Mascali. 1915 wurden die Gemeinden Riposto und Giarre selbständig, vereinigten sich wieder und wurden 1945 endgültig zu eigenständigen Gemeinden.

## Bauwerk
- Dom (Duomo, Chiesa di Sant’Isidoro): Erbaut wurde er ab 1794, fertiggestellt wurde er 1845.

## Söhne und Töchter der Stadt
- Sebastiano Nicotra (1855–1929), Erzbischof und Diplomat des Heiligen Stuhls
- Michele Federico Sciacca (1908–1975), Philosoph
- Vito Castorina (1910–1965), Komponist, Dirigent und Musikpädagoge
- Salvo Andò (* 1945), Rechtswissenschaftler, Hochschullehrer und Politiker